# Мереживниця Галатея
Мереживниця Галатея (Melanargia galathea) — вид денних метеликів родини сонцевиків (Nymphalidae).

## Назва
Вид названо на честь персонажа давньогрецької міфології Галатеї — морської німфи, дочки Нерея і Доріди.

## Поширення
Вид поширений у Європі, Північній Африці, Туреччині та Ірані. Є також ізольована популяція в Японії.

## Опис

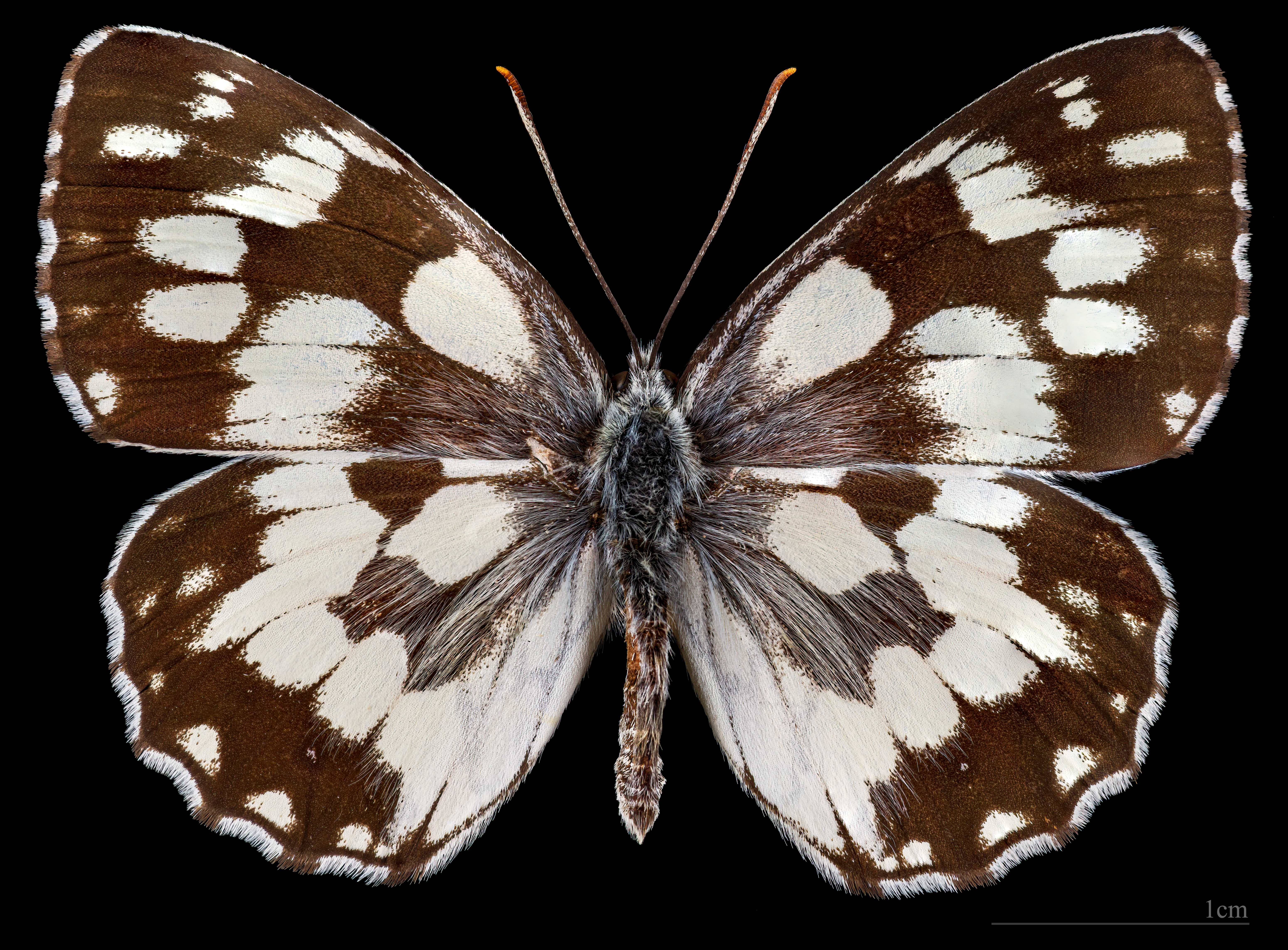
♂
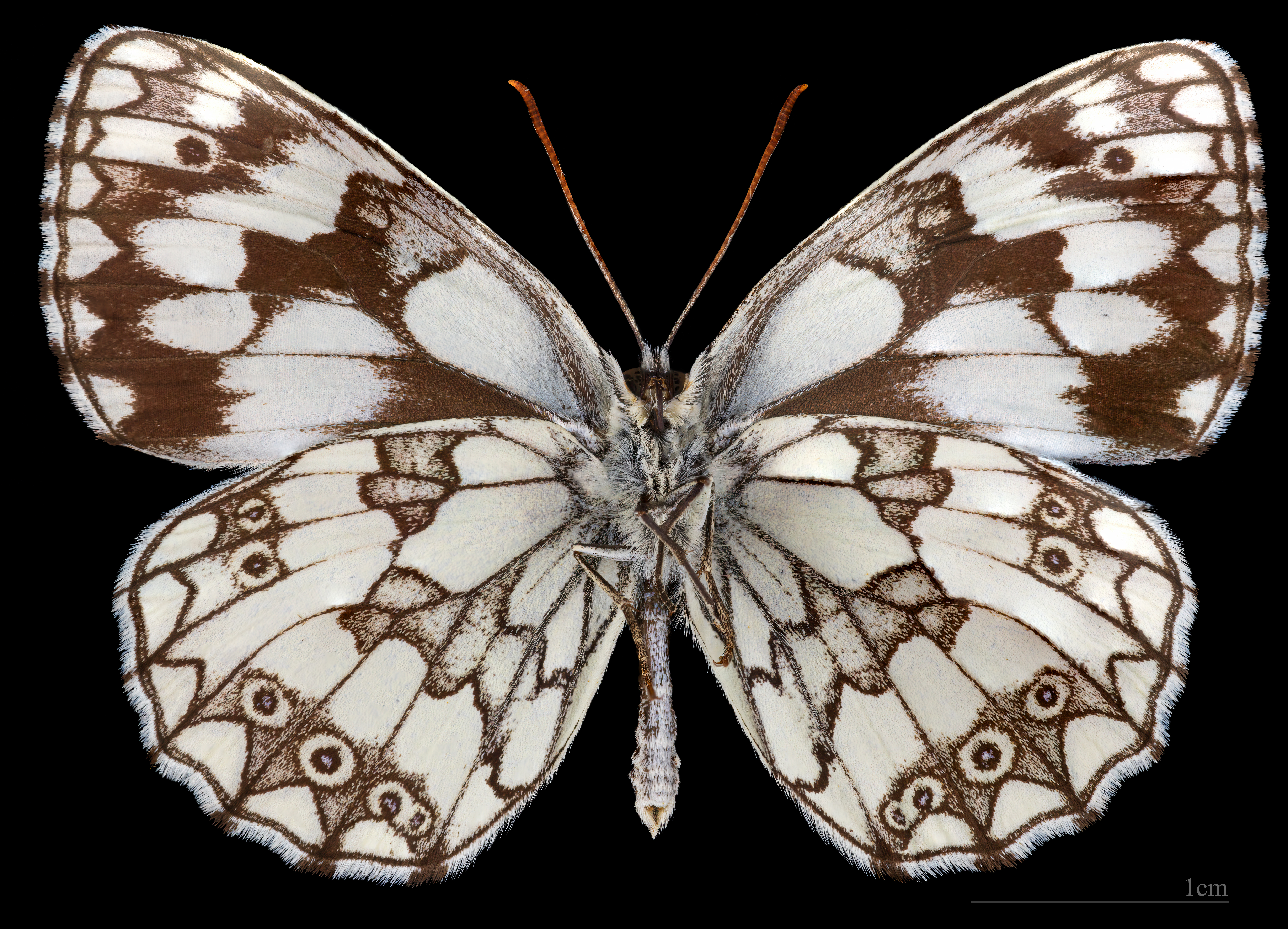
♂ △
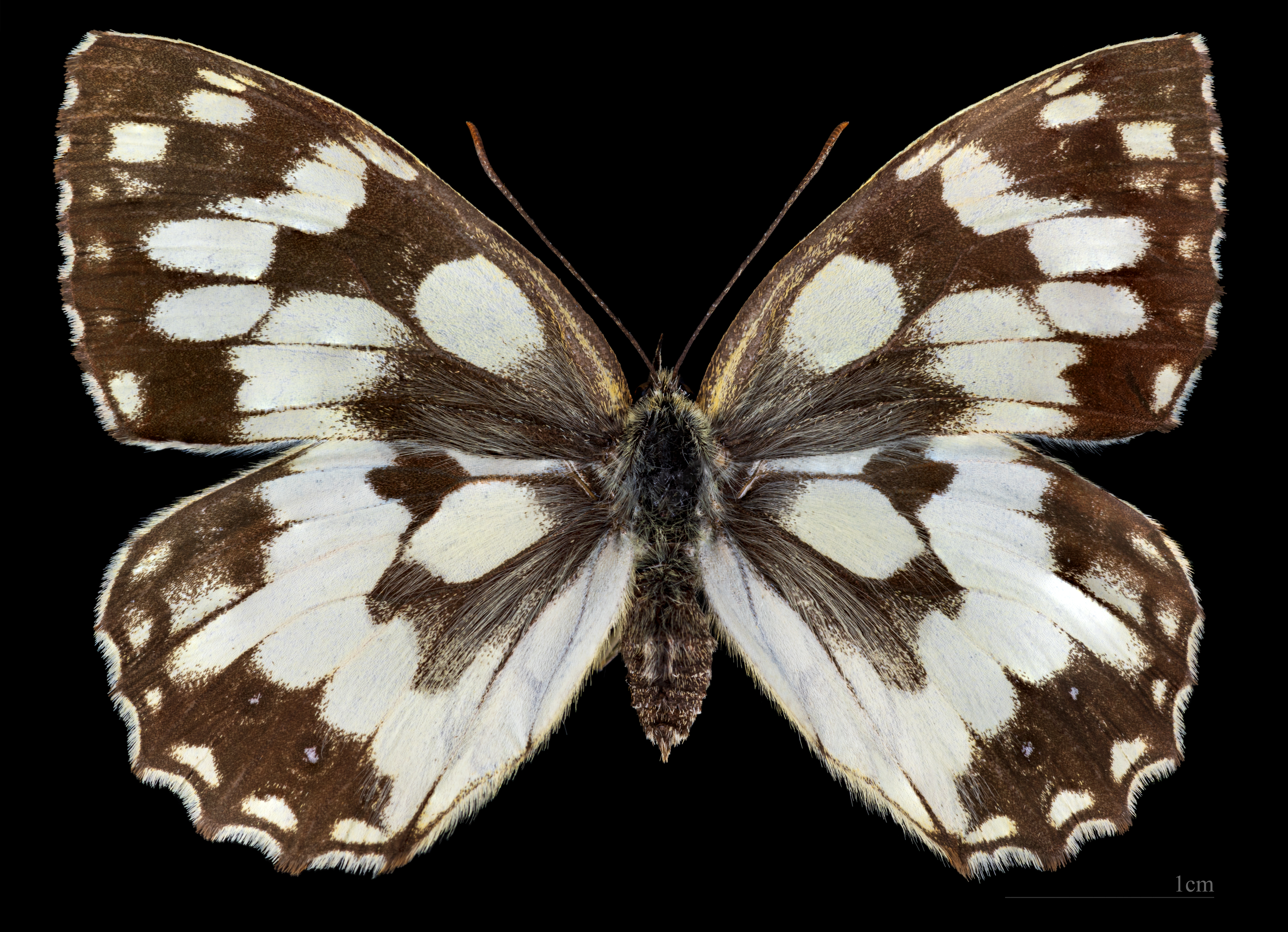
♀
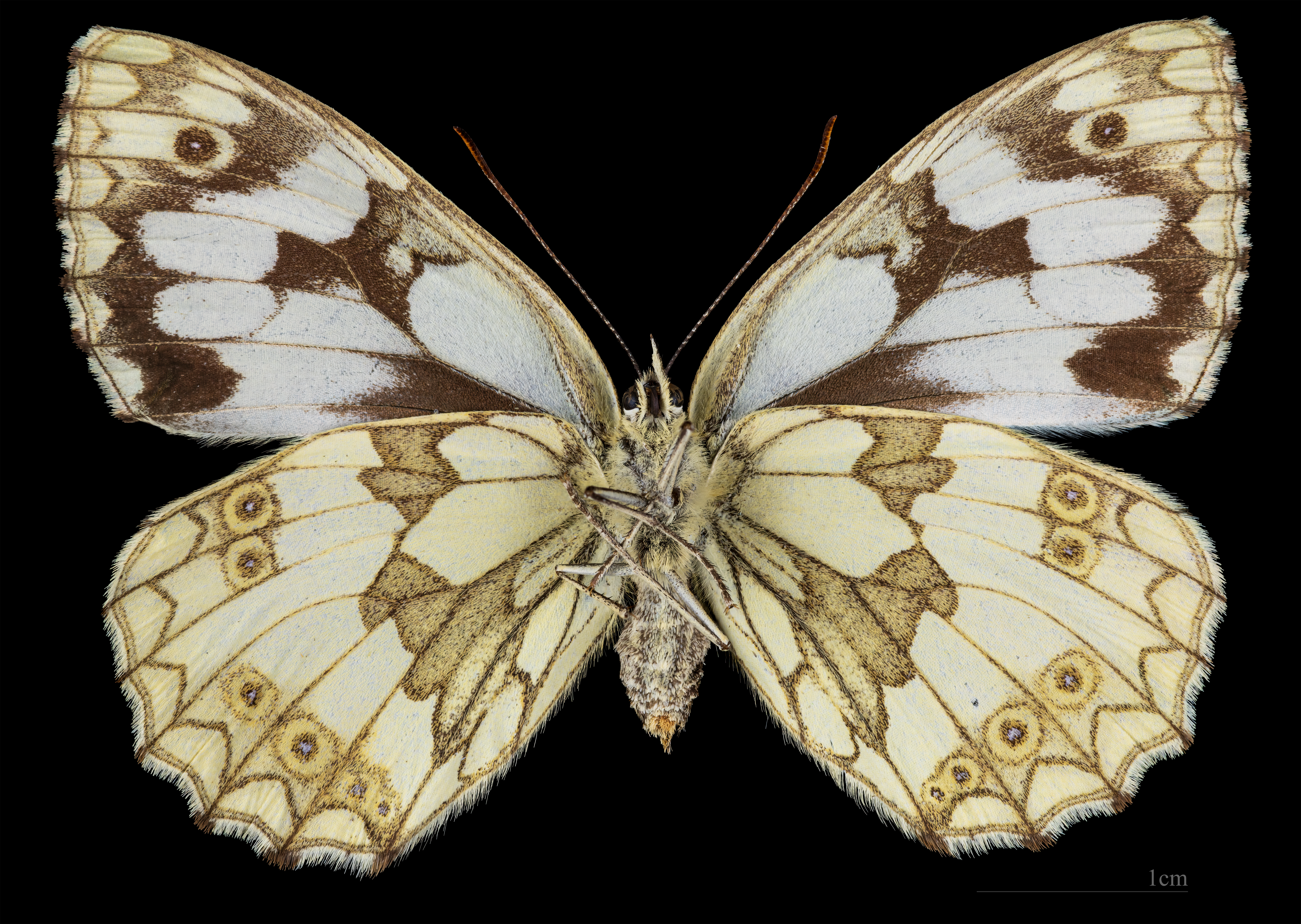
♀ △

Довжина переднього крила 24-27 мм; розмах крил — 44-54 мм. Самиця більша за самця. Верхня сторона крил має яскраве чорно-біле забарвлення. Елементи забарвлення нижньої сторони крил самців і самиць різні. Вельми мінливий вид, описано чимало географічних та індивідуальних форм.

## Спосіб життя
Метелики літають з середини червня по серпень. Трапляються на лугах різних типів, галявинах, лісових дорогах, узліссях, залізничних насипах і в чагарниках по схилах пагорбів. У горах зустрічається на висоті близько 1700 м над рівнем моря. Яйця самиця відкладає на листя кормових рослин, не прикріплюючи їх, тому вони часто падають на землю. Гусениця активна вночі. Кормовими рослинами гусениць є тимофіївка лугова, пирій, грястиця, костриця червона, медова трава та інші злаки.

## Цікаві факти
- 2019 року цей вид метеликів оголошено в Німеччині метеликом року.